# Still Believe
"Still Believe" is een nummer van de Sweet d'Buster-bandleden Bertus Borgers en Paul Smeenk, bekend gemaakt door de Nederlandse zanger Herman Brood met zijn band His Wild Romance. Het nummer werd in december 1978 uitgebracht als single van Herman Brood.

## Achtergrond
"Still Believe" is geschreven door Sweet d'Buster-leden Paul Smeenk en Bertus Borgers, uitgebracht op de elpee 'Friction' van deze band in 1978, geproduceerd door Robin Freeman. Daarna is het nummer ook in 1978 uitgebracht en geproduceerd door Brood en de band op Broods live elpee 'Cha cha' met Bertus Borgers op saxofoon.
In tegenstelling tot andere bekende nummers van Brood is 'Still Believe' een rustige ballad.
"Still Believe" verscheen in de studio nooit officieel op een studioalbum van Brood, maar werd enkel als 'live' single uitgebracht. Deze single behaalde de dertigste plaats in de Nederlandse Top 40 en de vijftiende plaats in de Nationale Hitparade. Een liveversie van het nummer, waarop de saxofoon bespeeld door Borgers een belangrijke rol speelt, verscheen in 1978 op het livealbum Cha Cha.

## Hitnoteringen

### Nederlandse Top 40
| Hitnotering: 23-12-1978 t/m 03-02-1979 | Hitnotering: 23-12-1978 t/m 03-02-1979 | Hitnotering: 23-12-1978 t/m 03-02-1979 | Hitnotering: 23-12-1978 t/m 03-02-1979 | Hitnotering: 23-12-1978 t/m 03-02-1979 | Hitnotering: 23-12-1978 t/m 03-02-1979 | Hitnotering: 23-12-1978 t/m 03-02-1979 | Hitnotering: 23-12-1978 t/m 03-02-1979 |
| Week                                   | 1                                      | 2                                      | 3                                      | 4                                      | 5                                      | 6                                      |                                        |
| -------------------------------------- | -------------------------------------- | -------------------------------------- | -------------------------------------- | -------------------------------------- | -------------------------------------- | -------------------------------------- | -------------------------------------- |
| Positie                                | 35                                     | 30                                     | 30                                     | 30                                     | 38                                     | 40                                     | uit                                    |

### Nationale Hitparade
| Hitnotering: 16-12-1978 t/m 17-02-1979 | Hitnotering: 16-12-1978 t/m 17-02-1979 | Hitnotering: 16-12-1978 t/m 17-02-1979 | Hitnotering: 16-12-1978 t/m 17-02-1979 | Hitnotering: 16-12-1978 t/m 17-02-1979 | Hitnotering: 16-12-1978 t/m 17-02-1979 | Hitnotering: 16-12-1978 t/m 17-02-1979 | Hitnotering: 16-12-1978 t/m 17-02-1979 | Hitnotering: 16-12-1978 t/m 17-02-1979 | Hitnotering: 16-12-1978 t/m 17-02-1979 | Hitnotering: 16-12-1978 t/m 17-02-1979 | Hitnotering: 16-12-1978 t/m 17-02-1979 |
| Week                                   | 1                                      | 2                                      | 3                                      | 4                                      | 5                                      | 6                                      | 7                                      | 8                                      | 9                                      | 10                                     |                                        |
| -------------------------------------- | -------------------------------------- | -------------------------------------- | -------------------------------------- | -------------------------------------- | -------------------------------------- | -------------------------------------- | -------------------------------------- | -------------------------------------- | -------------------------------------- | -------------------------------------- | -------------------------------------- |
| Positie                                | 46                                     | 30                                     | 15                                     | 27                                     | 29                                     | 30                                     | 16                                     | 25                                     | 40                                     | 43                                     | uit                                    |

### NPO Radio 2 Top 2000
| Nummer met noteringen in de NPO Radio 2 Top 2000 | '07  | '08 | '09  | '10 | '11 | '12  | '13  | '14  | '15  | '16  | '17  | '18  | '19  | '20  | '21  | '22  | '23  | '24  |
| ------------------------------------------------ | ---- | --- | ---- | --- | --- | ---- | ---- | ---- | ---- | ---- | ---- | ---- | ---- | ---- | ---- | ---- | ---- | ---- |
| Still Believe                                    | 1364 | -   | 1035 | 930 | 848 | 1141 | 1250 | 1060 | 1179 | 1402 | 1591 | 1740 | 1568 | 1598 | 1619 | 1905 | 1887 | 1801 |

1. ↑  Een '-' betekent dat het nummer niet was genoteerd en een vetgedrukt getal geeft de hoogste notering aan.
2. ↑  2007 was het eerste jaar met een notering voor dit nummer.